# Esneux
Esneux (/ɛsnø/, en wallon : Esneu) est une commune francophone de Belgique située en Région wallonne dans la province de Liège, ainsi qu'une localité où siège son administration.

## Toponymie
Léon Franchimont (auteur de l'ouvrage Les Rues d'Esneux) dit que, selon certains, le nom "Esneux" tirerait son nom de la peuplade des Seignes ou Seigniens, eux-mêmes cités dans les Commentaires de César. Cependant, d'après le greffier Spineux, auteur d'un petit ouvrage publié en 1844, Esneux tirerait son nom des Esséniens, « peuple habile à tirer à l'arc, qui habitait les bords de l'Emblève et de l'Ourthe ». Mais ces propositions semblent des plus fantaisistes.
Si l'on examine les formes usitées dans les actes publics au cours des âges, on trouve : ASTANIDO en 814 - ASTANETUM en 827 - ASTENOIT en 1260 - ASSENEUT en 1463 - ASSNEU en 1518.
Les finales -IDO -OIT -EUT -EU remontent au suffixe latin -ETUM qui signifie : lieu planté de…
Quant à la racine ASTAN, elle désignerait un nom de végétal, du germanique AST : branche, rameau.
Esneux signifierait donc : « lieu abondant en broussailles, bois, taillis ».

## Géographie

### Localisation et description
Cette commune de l'Ardenne condrusienne est traversée du sud au nord par l'Ourthe qui reçoit quelques affluents comme la Haze, la Magrée et le ruisseau de Gobry. L'Ourthe a creusé une vallée profonde d'où s'extraient des côtes abruptes comme la côte de la Roche-aux-faucons. Si la partie située à l'ouest de l'Ourthe est plutôt boisée (Bois d'Esneux, Bois de Famelette et de Nomont), la partie orientale se compose principalement de prairies (région de Fontin) mais aussi d'espaces boisés (Bois des Manants). L'autoroute E25 Liège-Luxembourg passe dans la partie nord-est de la commune en empruntant la côte de Tilff.

### Sections de commune
| # | Nom    | Superf. (km²) | Habitants (2020) | Habitants par km² | Code INS |
| - | ------ | ------------- | ---------------- | ----------------- | -------- |
| 1 | Esneux | 25,61         | 7.439            | 290               | 62032A   |
| 2 | Tilff  | 8,39          | 5.458            | 651               | 62032B   |

### Villages et hameaux
Amostrenne, Avionpuits, Avister, Beauregard, Chaply, Crèvecœur, Fêchereux, Flagothier-La Haze, Fontin-Hamay, Hony, Ham, Limoges, Méry, Montfort, La Gombe, Souverain-Pré, Tilff, Tilff-Cortil et Sur-le-Mont.
Le village d'Esneux est une localité belge située en Région Wallonne, dans la province de Liège. Ce gros village assez touristique (commerces, restaurants, cafés, ...) est traversé par l'Ourthe en amont du méandre que la rivière va opérer autour du hameau de Ham. Un pont franchit la rivière au centre de la localité. La gare d'Esneux se trouve à côté d'un tunnel ferroviaire.

### Communes limitrophes
| Seraing | Liège                        |                        |
| Neupré  | Esneux                       | Chaudfontaine Sprimont |
|         | Anthisnes - Comblain-au-Pont |                        |

### Géologie et relief
La sol de la commune est en grande partie karstique. Plusieurs chantoirs peuvent être observés. Spéléologie et escalade sont pratiqués à la grotte Sainte-Anne. Les anciennes carrières de pierre de taille, dorénavant inondées, accueillent par ailleurs des clubs de plongée. L'un des plus beaux points-de-vue sur la vallée de l'Ourthe à Esneux se trouve à la Roche-aux-Faucons (située dans la commune de Neupré).
- Carrière de la Gombe

### Hydrographie
- La boucle de l'Ourthe, les vallées de la Magrée et de la Haze.

### Voies de communication et transports
La commune d'Esneux est traversée du nord au sud par la ligne ferroviaire 43 qui va de Liège (Angleur) à Marloie. Quatre gares ou points d'arrêt sont situés sur le territoire de la commune : les gares de Tilff, Méry, Hony et Esneux. Un tunnel d'une longueur de 613 m relie le point d'arrêt de Hony à la gare d'Esneux.

## Population et société

### Démographie: Avant la fusion des communes
- Source: DGS recensements population

### Démographie: Commune fusionnée
En tenant compte des anciennes communes entraînées dans la fusion de communes de 1977, on peut dresser l'évolution suivante :
Les chiffres des années 1831 à 1970 tiennent compte des chiffres des anciennes communes fusionnées.
- Source: DGS, de 1831 à 1981=recensements population; à partir de 1990 = nombre d'habitants chaque 1 janvier[2]

## Histoire
Dès le Moyen Âge, la Seigneurie d'Esneux était une des 7 Seigneuries d'au-delà des Bois, relevant du Duché de Limbourg, enclave dans la Principauté de Liège.
C'est au village de Fontin, situé dans la commune, qu'eut lieu le 18 septembre 1794 une bataille entre les troupes impériales et les républicains français. Une redoute de cette bataille a donné son nom à l'une des côtes les plus célèbres de Liège-Bastogne-Liège dans la commune voisine d'Aywaille, la Côte de La Redoute. Cette course passe d'ailleurs chaque année par la commune d'Esneux.
Le 4 août 1914, un groupe important de cavaliers allemands venant probablement de l'Amblève arrivent à Esneux.
Le 6 août 1914, les 73e et 74e RI de l'armée impériale allemande fusillèrent 20 civils et détruisirent 25 maisons à Esneux, lors des Atrocités allemandes commises au début de la Grande guerre.

## Héraldique
|  | La ville possède des armoiries qui ne semblent pas avoir été octroyées officiellement. Elles sont inspirées par un ancien sceau du village connu depuis 1363 qui montre une tour unique. Les couleurs proviennent des armoiries de la famille Argenteau, seigneurs d'Esneux au XIVe siècle. Blasonnement : D'azur à un donjon à trois tours d'or, ouvert de gueules (non officiel). Source du blasonnement : Heraldy of the World. |

## Politique et administration

### Conseil et collège communal 2024-2030
Ci-dessous, le tableau des résultats des élections communales de 2024.
| Parti | Parti | Voix (2024) | Voix (2018) | % (2024) | % (2018) | +/-     | Sièges  | +/- | Collège |
| ----- | ----- | ----------- | ----------- | -------- | -------- | ------- | ------- | --- | ------- |
|       | ECOLO | 1.128       | 1.804       | 13,55%   | 21,31%   | 7.77 %  | 3 / 23  | 2.0 | Non     |
|       | PS    | 1.955       | 1.742       | 23,48%   | 20,58%   | 2.9 %   | 5 / 23  | 0.0 | Oui     |
|       | MR    | 3.362       | 2.543       | 40,38%   | 30,04%   | 10.33 % | 10 / 23 | 2.0 | Oui     |
|       | AGORA | 1.881       | 1.576       | 22,59%   | 18,62%   | 3.97 %  | 5 / 23  | 0.0 | Non     |
|       | pp    | -           | 335         | -        | 3,96%    | 0.0 %   | - / 23  | 0.0 | Non     |
|       | Défi  | -           | 464         | -        | 5,48%    | 0.0 %   | - / 23  | 0.0 | Non     |
| Total | Total | 8 326       | 8 464       | 100 %    | 100 %    |         | 23      |     |         |

| Collège communal  |                           |    |
| ----------------- | ------------------------- | -- |
| Bourgmestre       | Laura Iker                | MR |
| 1er Échevine      | Pauline Gobin             | PS |
| 2e Échevine       | Anne-Catherine Flagothier | MR |
| 3e Échevin        | Pierre Georis             | MR |
| 4e Échevin        | Serge Kalbusch            | MR |
| 5e Échevin        | Vincent Rigaux            | PS |
| Président du CPAS | Steve Metelitzin          | PS |

### Liste des bourgmestres depuis 1830
| Période | Période     | Identité      | Étiquette | Qualité |
| ------- | ----------- | ------------- | --------- | ------- |
| 2000    | 2006        | Jenny LEVEQUE | PS        |         |
| 2006    | aujourd'hui | Laura Iker    | MR        |         |

### Jumelages
La commune d'Esneux est jumelée avec les villes suivantes :
- Sława (Pologne) ;
- Ratzebourg (Allemagne) depuis le 23 août 1969 ;
- Châtillon-sur-Seine (France) ;
- Walcourt (Belgique).

## Patrimoine et culture

### Lieux et monuments
- Le village de Hony.
- Le Vieux Thier, un escalier de 155 marches datant du XVIe siècle qui relie le centre à la Place Jean d'Ardenne[9].
- Les anciens fours à chaux parsemés un peu partout dans la commune.
- Le hameau de Ham.
- Le site du hameau de Montfort, situé au-dessus d'une falaise de grès.
- Houte-Si-Plout.
- Château d'Avionpuits (1756).
- Château Le Fy (1904-1905, architecte Paul Saintenoy) : Selon la légende, parmi les photos ramenées par les soldats américains à la libération en 1944, figurait une photo du château Le Fy qui aurait inspiré Walt Disney pour l'architecture du Château de la Belle au bois dormant de Disneyland[réf. nécessaire]. La version officielle est que le château de Disney, devenu le logo des Studios Walt Disney et de ses filiales, a été inspiré par le château de Neuschwanstein construit par Louis II de Bavière…
- Château du Rond-Chêne : le domaine du Rond-Chêne abrite le plus grand Séquoia géant du Benelux[10].
- Église Saint-Hubert (1901, architecte Clément Léonard).
- Monument à Hortense Montefiore-Bischoffsheim (1908), par Oscar Berchmans, avenue Montefiore.
- La maison Marcourt, construite par Charles Dumont.
- La maison Wuidar, construite par Charles Vandenhove (1974).
- Château du Lavaux.

À cela s'ajoute le patrimoine immobilier classé de la commune.

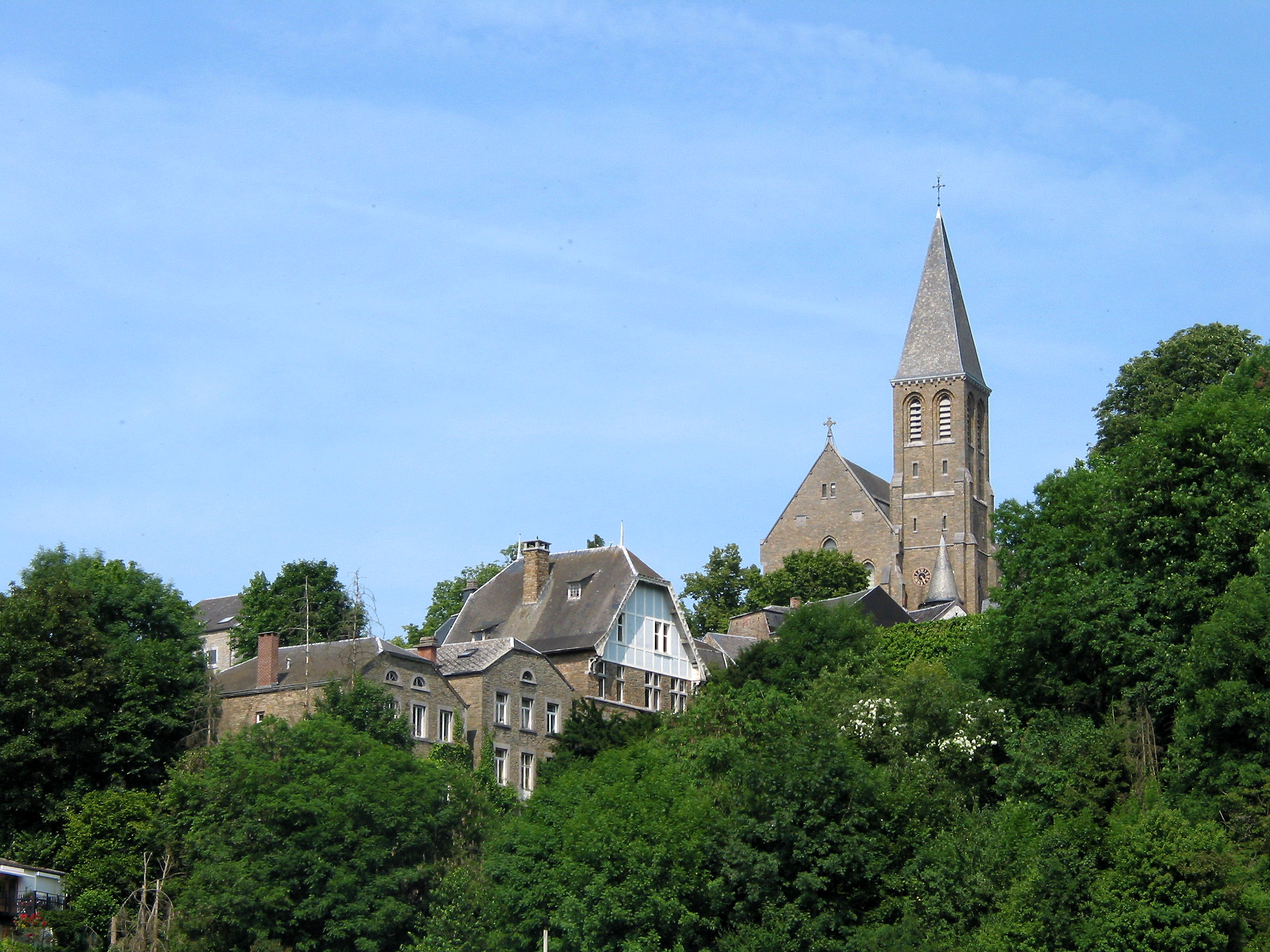
L'église d'Esneux.
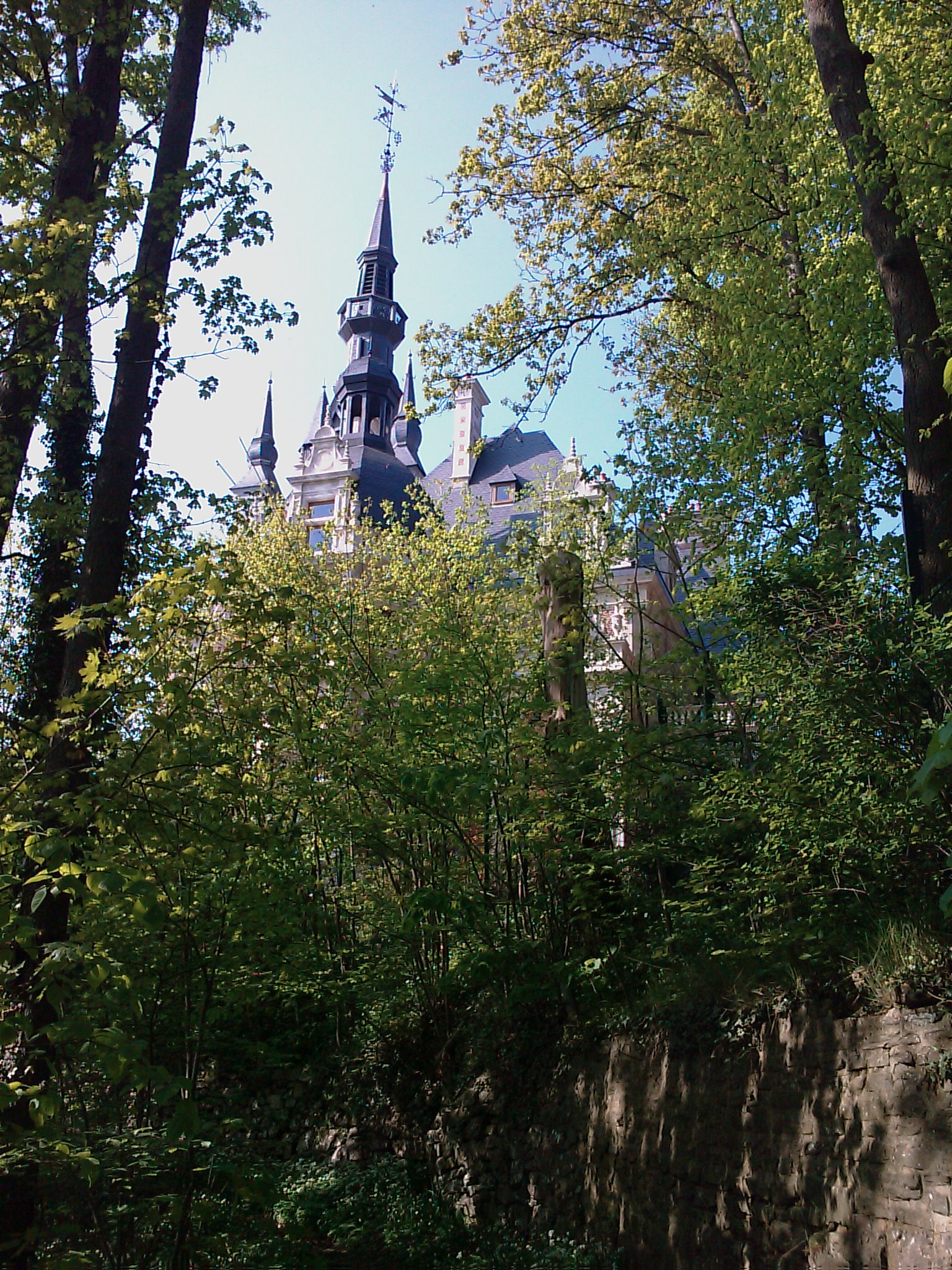
Château Le Fy surplombant Esneux.
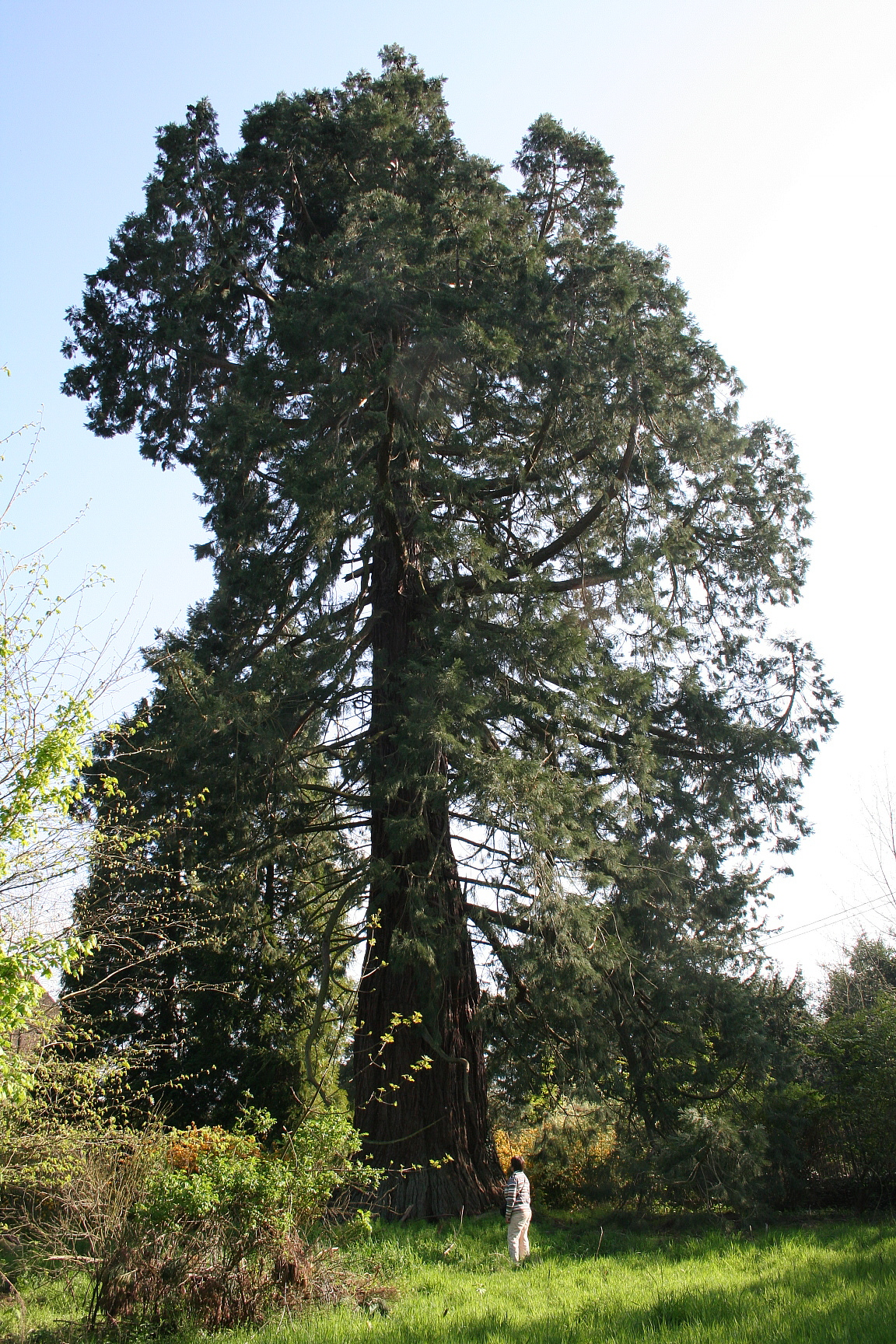
Le séquoia géant du domaine du Rond-Chêne.
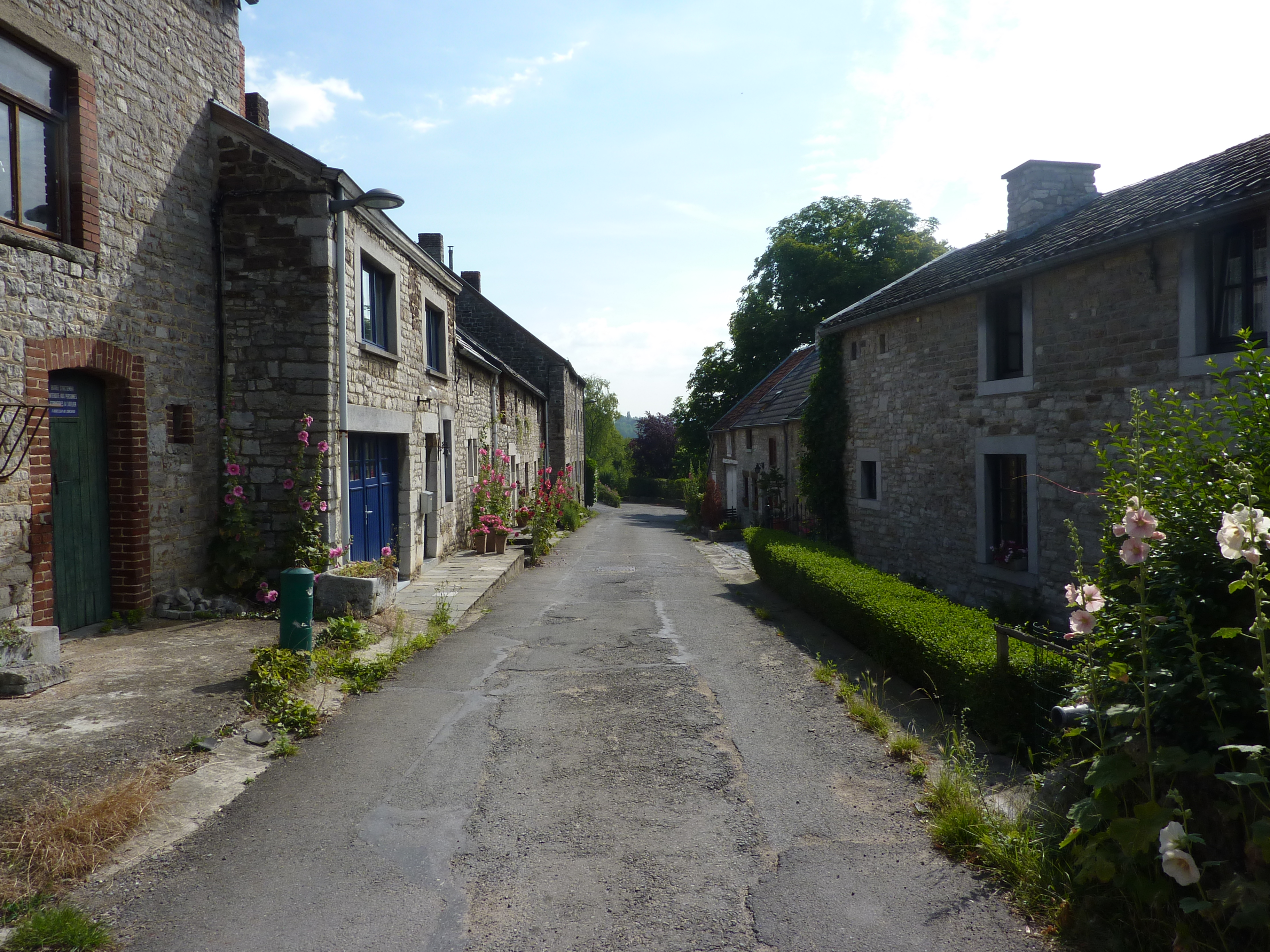
Le hameau de Ham.
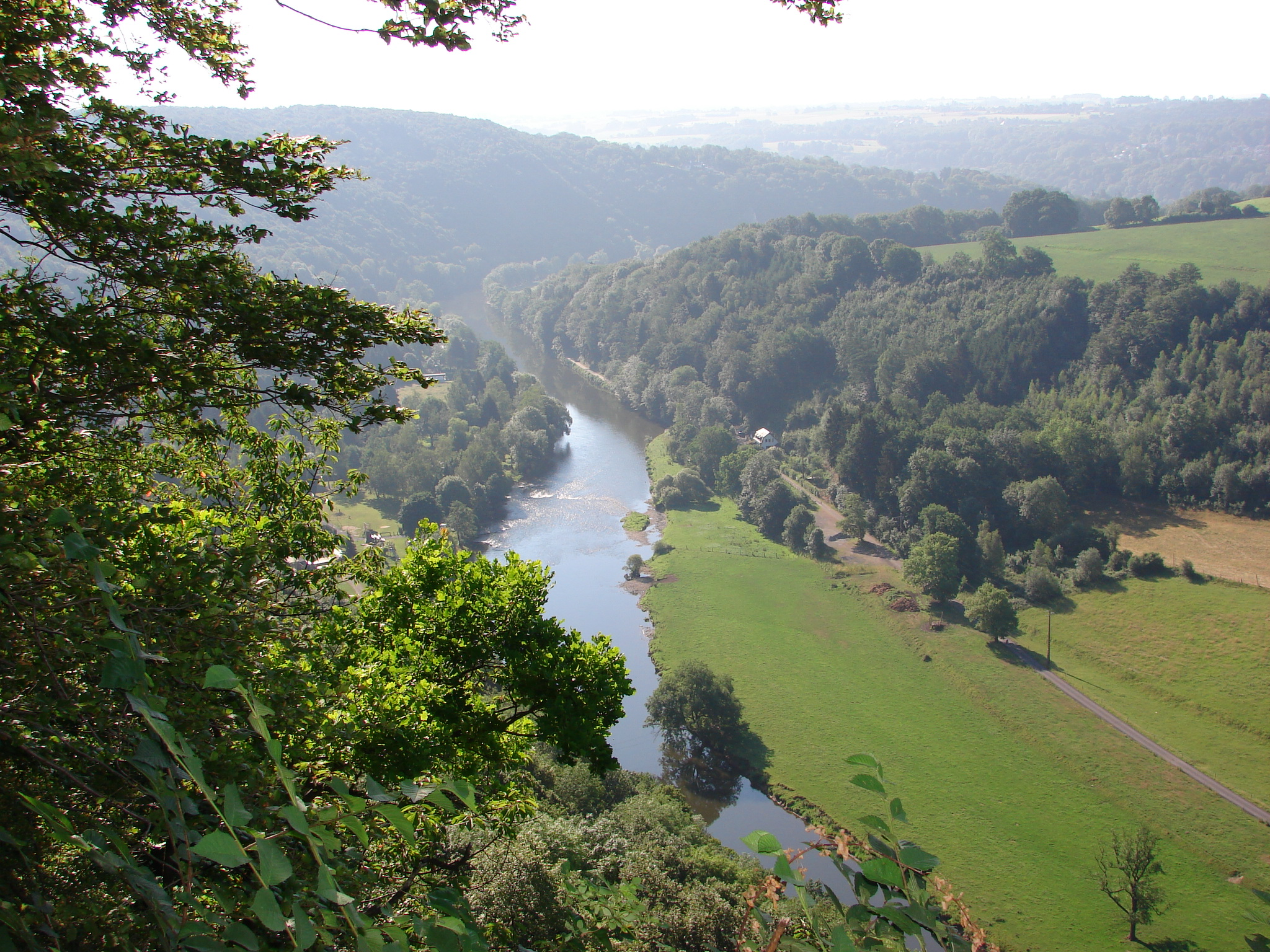
Vue sur l'Ourthe depuis la Roche-aux-faucons.
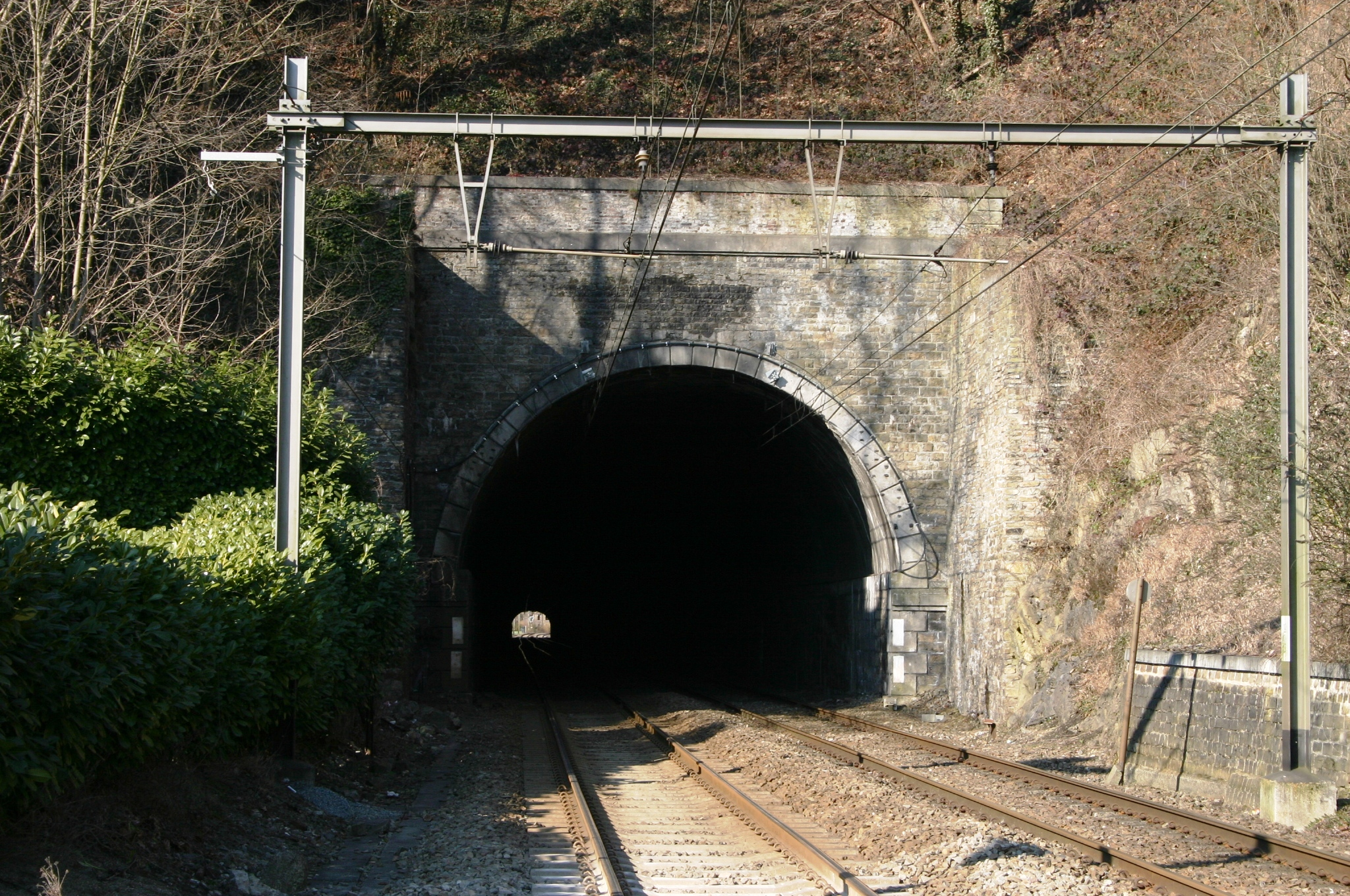
Tunnel ferroviaire d'Esneux.

### Culture

#### Manifestations culturelles et festivités
Chaque année, fin du mois de juin et/ou début du mois de juillet, ont lieu les « Beach Days Esneux ». Le plus gros événement esneutois : 400 mètres de sable pour 4 jours de folie organisés par l'ASBL « Beach Events ». Si une équipe d'une vingtaine de personnes préparent cet évènement toute l'année, 450 bénévoles mettent l'évènement en place et le font tourner. L'ASBL redistribue chaque année une partie de ses bénéfices à des ASBL œuvrant dans des milieux culturels, éducatifs, humanitaires, sociaux ou sportifs.
Films tournés à Esneux
- 2009 : Sœur Sourire de Stijn Coninx.

## Enseignement
La Commune d'Esneux possède un réseau d'établissements communaux qui comprend 4 écoles primaires, Tillf, Hony, Montfort et Fontin. Il y a aussi deux établissements scolaires primaires libres confessionnels subventionnés, l'école Sainte Marie à Tilff et l'école Saint Michel à Esneux, ainsi qu'un établissement officiel de la Fédération Wallonie-Bruxelles, l'Athénée Royal d'Esneux (primaire et secondaire).
Elle accueille aussi l'académie Ourthe-Amblève.

## Économie
Esneux fait partie du Groupement Régional Économique des vallées de l'Ourthe, de la Vesdre et de l'Amblève (GREOVA) et de la maison du tourisme du Pays d'Ourthe-Amblève.

## Personnalités liées à la commune
- Gilbert Hubert Víctor Crespin (1902-1992) : fondateur et directeur du premier établissement français en Argentine, le Collège français de Buenos Aires qui fonctionna de 1934 à 1968. En 1950, Gilbert H.V. Crespin fut nommé chevalier de la Légion d'honneur par la France.
- Georges Montefiore-Levi (1832-1906) : ingénieur, industriel et homme d'affaires ;
- Jean d'Ardenne (1839-1919) : journaliste, écrivain, philosophe ;
- Hortense Montefiore-Bischoffsheim (1843-1901) : philanthrope morte à Esneux ;
- Camille Lemonier (1844-1913) : écrivain gionaturaliste, dont le roman L'Hallali, inspiré par les paysages de la vallée de l'Ourthe, a été écrit à Esneux où un mémorial a été édifié en son souvenir en 1914[12] ;
- Nestor Crahay (1860-1931) : ingénieur né à Esneux ;
- Auguste Donnay (1862-1921) : peintre, poète et écrivain a vécu à Méry où un monument perpétue son souvenir ;
- Maurice Maeterlinck (1862-1949) : écrivain, en étroite relation avec les apiculteurs esneutois[13] ;
- Léon Souguenet (1871-1938) : écrivain, initiateur de la Fête des arbres, journaliste, cofondateur du Pourquoi Pas ? ;
- Jean Rey (1902-1983) : homme politique ;
- Pol Swings (1906-1983) : astrophysicien mort à Esneux ;
- Été 67 : groupe de rock originaire d'Esneux ;
- Les R'Tardataires : groupe de rap dont les deux chanteurs sont originaires de la commune d'Esneux ;
- Pierre Portier : artiste esneutois (design, mobiliers urbains) ;
- Jean-Marie Demarteau (1931-2006) : peintre paysagiste, école liégeoise du paysage.